# Kort rotlusblomfluga
Kort rotlusblomfluga (Pipizella virens) är en tvåvingeart som först beskrevs av Fabricius 1805.  Kort rotlusblomfluga ingår i släktet rotlusblomflugor, och familjen blomflugor. Enligt den svenska rödlistan är arten nära hotad i Sverige. Arten förekommer på Öland. Arten har tidigare förekommit i Götaland men är numera lokalt utdöd. Artens livsmiljö är jordbrukslandskap. Inga underarter finns listade i Catalogue of Life.